# Kaplica Niepokalanego Poczęcia Najświętszej Maryi Panny w Wardiji (Saint Paul’s Bay)
Kaplica Niepokalanego Poczęcia Najświętszej Maryi Panny (malt. Il-kappella tal-Immakulata Kunċizzjoni, ang. Chapel of the Immaculate Conception of Our Lady) – opuszczona rzymskokatolicka kaplica na końcu Triq Wied Qannotta w wiosce Wardija w granicach San Pawl il-Baħar na Malcie. Kaplica nie podlega żadnej parafii.  

## Historia
Oryginalna kaplica powstała na początku XVI wieku na zlecenie szlachcica Garzii Monpalao (lub Mompalao). Pierwotnie kaplica została dedykowana Narodzeniu Najświętszej Maryi Panny. Fundator zostawił kaplicę pod świeckim patronatem

Na początku XVIII wieku, po długim okresie pozostawienia bez opieki kaplica została przebudowana. Dekretem wydanym 30 czerwca 1717 przez biskupa Canavesa jej wezwanie zostało zmienione na Niepokalanego Poczęcia Najświętszej Maryi Panny, ze świętem tytularnym obchodzonym 8 grudnia.
Dziś kaplica jest opuszczona. Wnętrze pozbawione wszystkiego, z walającym się gruzem i ekskrementami gołębi, ze sklepieniem pokrytym mchem i wilgocią. Wygląda na to, że kaplica jest własnością prywatną jako część pobliskiej posesji – Palazzo Gerxija – która również jest od kilku lat opuszczona.

## Architektura

### Wygląd zewnętrzny

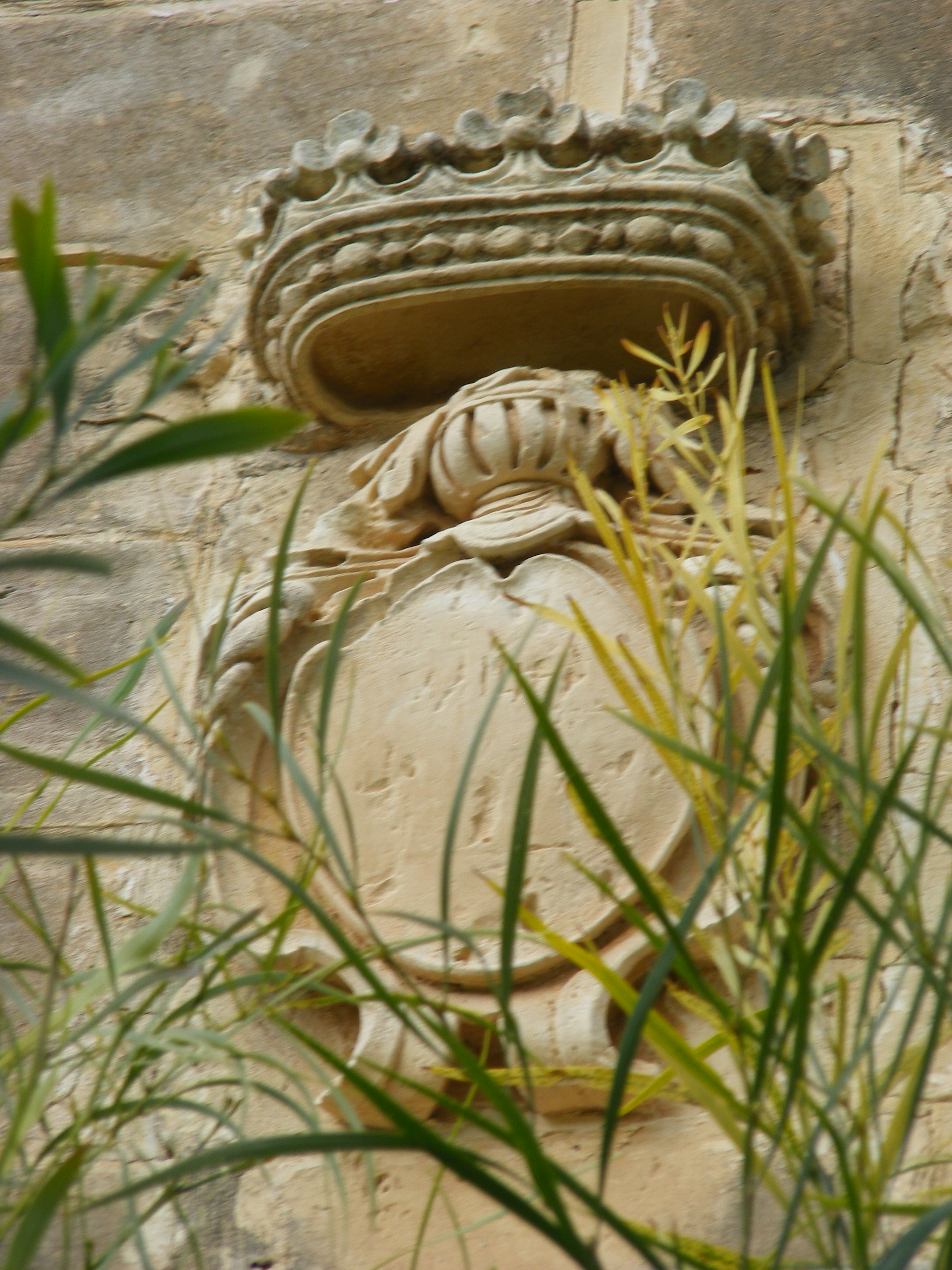
Herb na fasadzie kaplicy

Fasadę flankują dwa proste pilastry sięgające dachu, zakończone ozdobnym elementem w formie żołędzia na postumencie. Centralnie na szczycie fasady umieszczona jest dzwonnica bell-cot zwieńczona kamiennym krzyżem. Prostokątne wejście z drewnianymi drzwiami znajduje się pomiędzy dwoma niewielkimi kwadratowymi okienkami, które służyły do adoracji, gdy kaplica była zamknięta. Ponad wejściem kamienny herb z koroną i nieczytelnym napisem. Powyżej otoczone kamienną ramą wole oko doświetlające wnętrze.

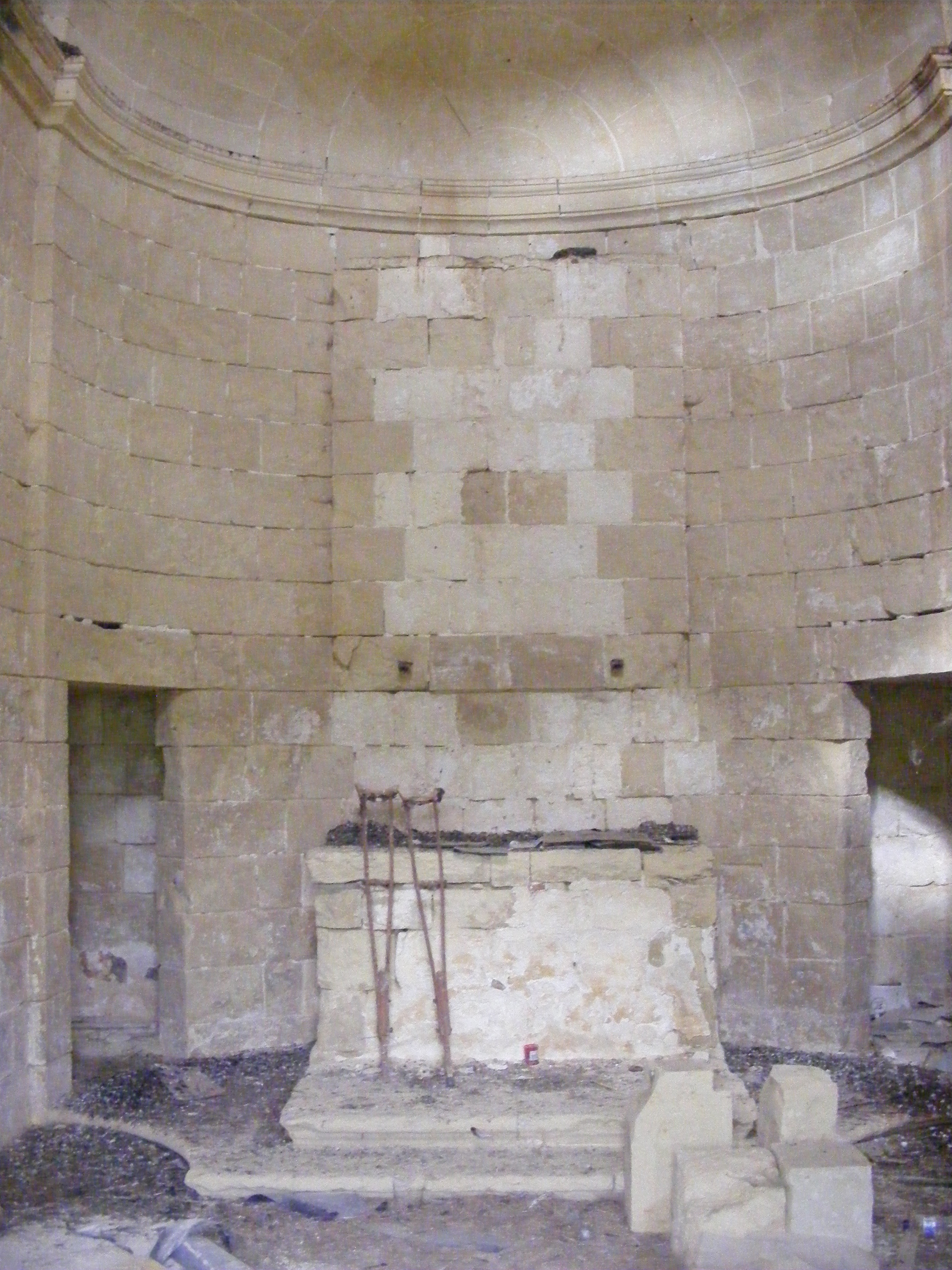
Wnętrze kaplicy (styczeń 2019)

### Wnętrze
Wnętrze kaplicy ma kształt prostokąta. Sklepienie kolebkowe wsparte jest na półokrągłych łukach. W apsydzie znajdował się kamienny ołtarz, którego pozostałości są wciąż widoczne. Nad ołtarzem wisiał obraz tytularny. Po obu stronach ołtarza drzwi prowadzące dawniej do zakrystii.

Nad drzwiami marmurowa tablica pamiątkowa z nieczytelnym napisem i datą 1728.